# Cynar

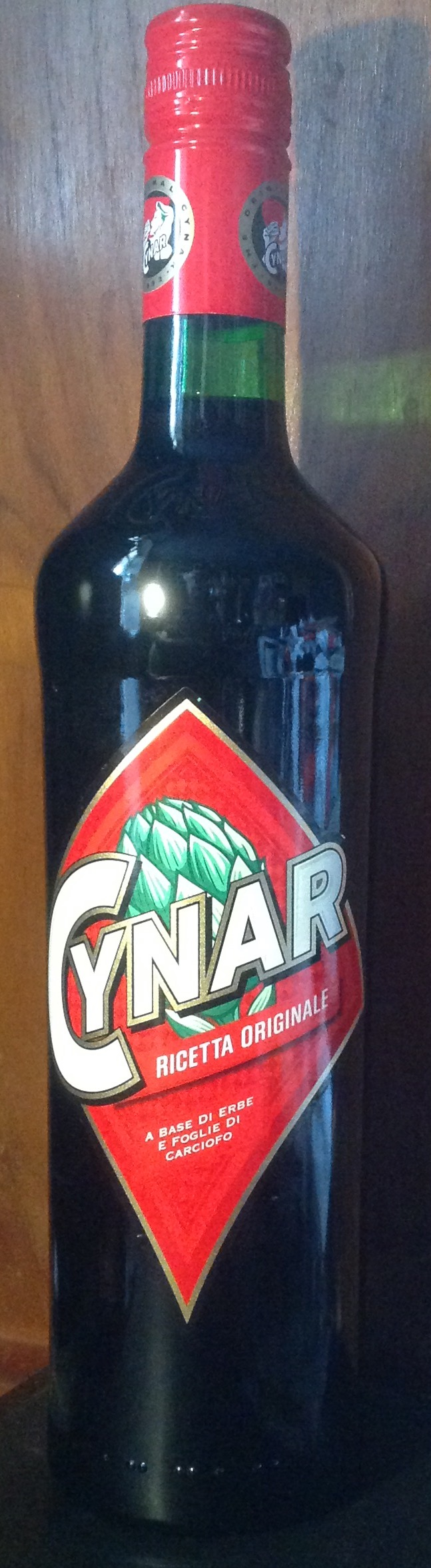
Botella de Cynar.

El Cynar es un aperitivo italiano creado en 1952 por la empresa italiana Pezziol y elaborado con alcachofas (Cynara scolymus) y 13 hierbas distintas. Su nombre hace referencia a Cynara scolymus, la alcachofa. Su color es marrón con reflejos rojizos, tiene un aroma intenso y su sabor es amargo, aunque con un final dulzón. Tiene una graduación alcohólica de 16,5 %. Desde 1995 es fabricado y distribuido por el Grupo Campari. 
Esta bebida puede tomarse sola, aunque la forma más popular es como aperitivo mezclado con soda, gaseosas (naranja, pomelo, tónica) o jugos. Los europeos lo mezclan a menudo con jugo de pomelo. Debido a su contenido en alcachofa, también se considera un digestivo.

## Producción argentina
En octubre de 2012, en consonancia con la restricción a las importaciones, y considerando el tamaño del mercado local para estas bebidas se comenzó a abastecer el mercado desde una planta del Gruppo Campari Argentina situada en la localidad de Capilla del Señor, Provincia de Buenos Aires.
- Datos: Q928026
- Multimedia: Cynar / Q928026